# Karel Kodejška
Karel Kodejška, češki smučarski skakalec, * 20. marec 1947, Lomnice nad Popelkou, Češkoslovaška.
Kodejška je največji uspeh karieri dosegel z osvojitvijo naslova svetovnega prvaka v smučarskih poletih na Prvenstvu leta 1975 na Kulmu, na Prvenstvu leta 1973 na Letalnici Heini Klopfer pa je osvojil še srebrno medaljo. Nastopil je tudi na Zimskih olimpijskih igrah v letih 1972 v Saporu, kjer je osvojil sedmo in osemnajsto mesto na posamičnih tekmah, in 1976 v Innsbrucku, kjer je zasedel enaintrideseto mesto na večji skakalnici. Na Svetovnem prvenstvu 1974 v Falunu je osvojil šesto mesto na srednji skakalnici. Leta 1975 je bil izbran za češkoslovaškega športnika leta.